# General Levalle
General Levalle es un pueblo situado en el departamento Presidente Roque Sáenz Peña, al sur de la provincia de Córdoba, Argentina, en el extremo noroeste, y en la encrucijada que forman la ruta nacional 7 y la Ruta Provincial 10. La primera de ambas rutas la comunica con las ciudades vecinas de Laboulaye y Vicuña Mackenna, todas en la región Pampa Húmeda. Está a 380 km al sur de la ciudad de Córdoba.

## Reseña histórica
A la llegada de los conquistadores españoles, la zona estaba poblada por los trashumantes taluhet y didiuhet, parcialidades de los "antiguos pampas" o het.
A mediados del siglo XVIII los het padecieron una gran catástrofe demográfica debido -como causa inmediata- a epidemias, esto facilitó la expansión de los mapuches y la "mapuchización" cultural (aculturación) de las etnias pampeanas, surgiendo de este modo la etnia de los ranqueles la cual tenía uno de sus puntos fronterizos (de una frontera muy poco definida) con los huincas (es decir gauchos y población de origen europeo) precisamente en donde se encuentra General Levalle.
A partir de 1875 la serie de campañas contra los pueblos originarios les hizo desaparecer a estos de casi todo el territorio cordobés.

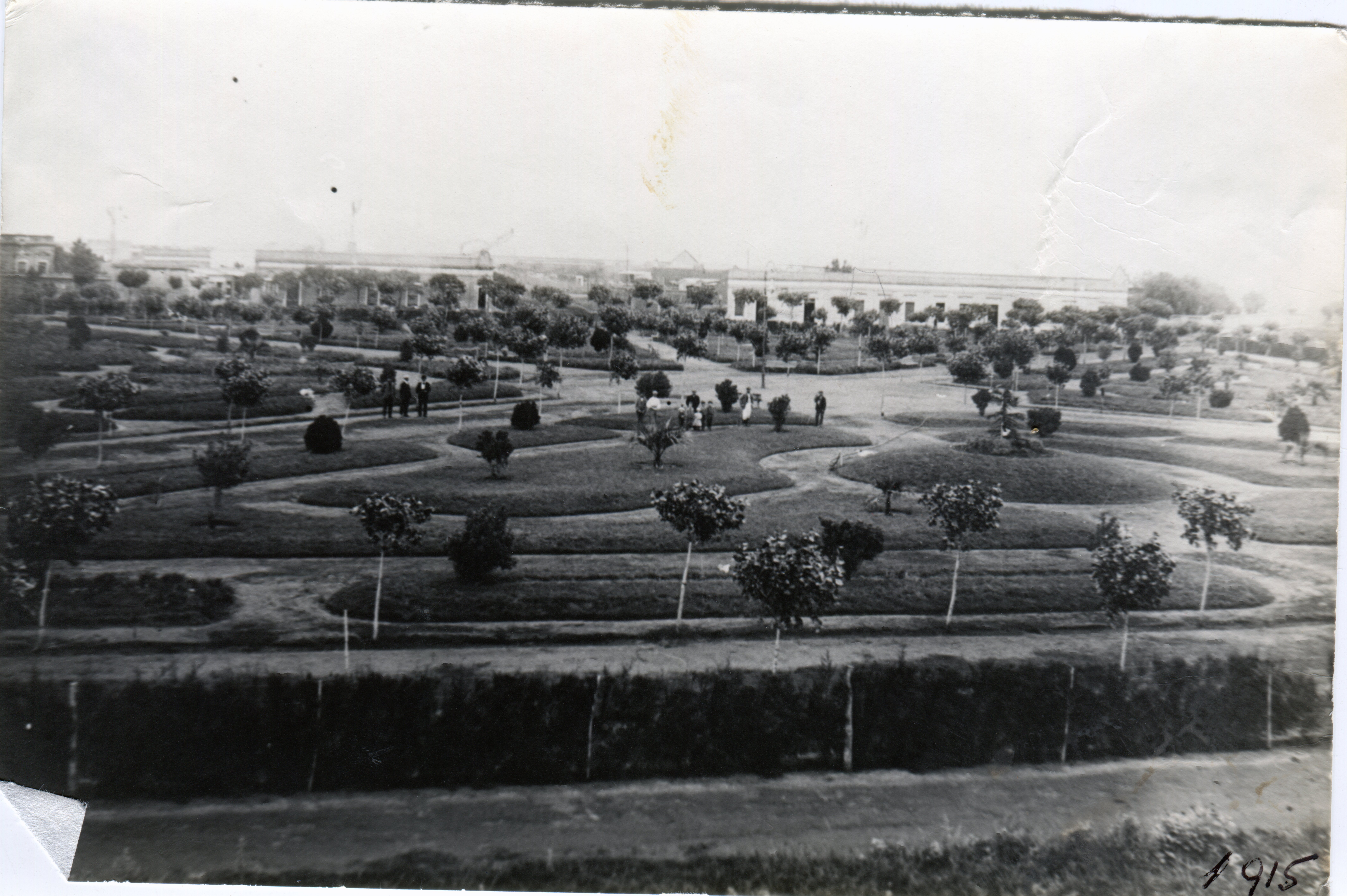
Plaza de General Levalle a principios del siglo XX

El origen de la población se remonta al tendido de las vías del Ferrocarril Buenos Aires al Pacífico (a Valparaíso) a inicios de los años 1890. Su núcleo fue la parada o pequeña "Estación de ferrocarril km 536", en torno a esta parada rápidamente se aglutinó un caserío que fue conocido con los siguientes nombres: "La Bomba (de agua)", "El Estanque" y "La Amarga". Merced a la llegada de la inmigración (principalmente de italianos y españoles), la población creció con bastante celeridad razón por la cual fue fundada oficialmente el 7 de julio de 1903, aunque actualmente se conmemora en conjunto con la fecha patria del 9 de julio.

## Economía
Desde sus inicios la actividad económica es predominantemente la derivada de la elaboración primaria de los productos del entorno agrario: acumulación de cereales como el trigo, el maíz, leguminosas como la soya, además de leche y carne vacuna. La elaboración primaria de tales materias primas incluye la producción de harinas, aceites, frigoríficos, producción de chacinados, lacticinios ("tambos"), quesos, junto a la existencia de curtiembres y la confección de artículos de talabartería y marroquinería.
En 1980 se construyó la central termoeléctrica de EPEC.
En 2004 se inauguró en sus inmediaciones (unos 15 km al norte) la represa de Tigre Muerto, importante obra que cumple principalmente la función de regular los caudales hídricos provocados por los desbordes del río Cuarto o Chocancharava y el río Quinto, así como de varios arroyos (el Santa Catalina y el Chaján entre los principales).
Se considera como muy probable la existencia de yacimientos de hidrocarburos fósiles (petróleo y metano) en el subsuelo del área en donde está emplazada General Levalle.
Actividad económica incipiente es la derivada del turismo (en especial las modalidades: miniturismo de fin de semana -principalmente camping-, "gasolero" -modo de miniturismo económico practicado con automotores-, y turismo de estancias, así como el turismo derivado de la caza y la pesca). 
Uno de los principales atractivos turísticos es el Lago San Agustín, un predio de 18 hectáreas que contiene un balneario y en el que se puede practicar pesca, canotaje, motonáutica, remo, windsurf, paddle, tenis, bochas, vóley playero y fútbol.
Además la población cuenta con otros atractivos: una serie de lagunas frecuentemente rodeadas de bosques caducifolios bastante densos, así como la proximidad de la antigua línea de fortines y, por ende, la posibilidad de visitar algunos de los fortines construidos entre los siglos XVIII y XIX.
El censo del INDEC realizado en el 2001 contabilizó 5500 habitantes en el núcleo urbano, aunque ya en 2003 había 8000 hab. en los 5 km a la redonda.

## Parroquias de la Iglesia católica en General Levalle

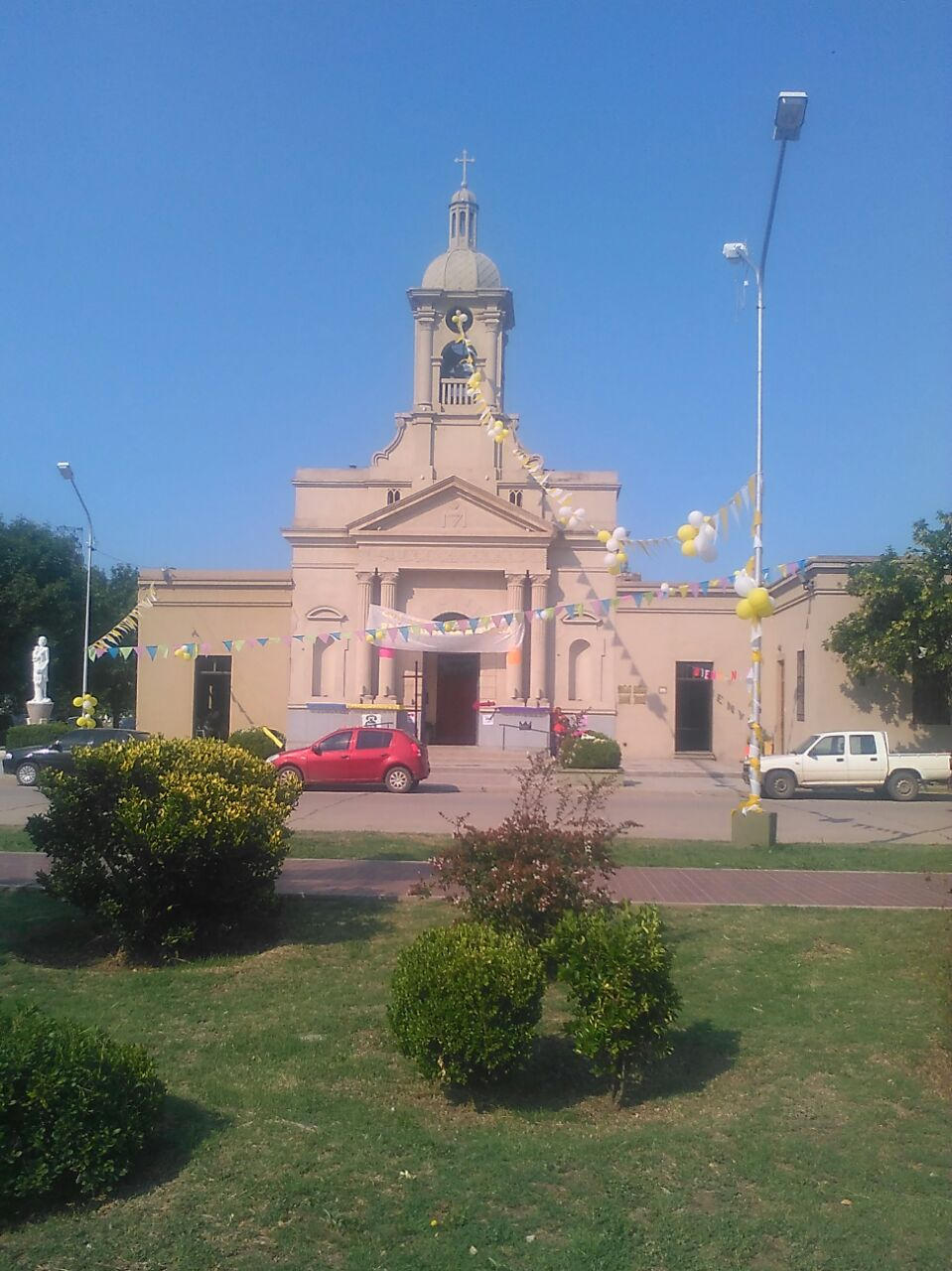
Parroquia Santa Rosa de Lima

| Diócesis  | Villa de la Concepción del Río Cuarto |
| --------- | ------------------------------------- |
| Parroquia | Santa Rosa de Lima                    |